# Dunbarinella
Dunbarinella es un género de foraminífero bentónico de la subfamilia Schwagerininae, de la familia Schwagerinidae, de la superfamilia Fusulinoidea, del suborden Fusulinina y del orden Fusulinida. Su especie tipo es Dunbarinella ervinensis. Su rango cronoestratigráfico abarca desde el Stephaniense (Carbonífero superior) hasta el Wolfcampiense (Pérmico superior).

## Discusión
Clasificaciones más recientes incluyen Dunbarinella en la superfamilia Schwagerinoidea, y en la subclase Fusulinana de la clase Fusulinata.

## Clasificación
Dunbarinella incluye a las siguientes especies:
- Dunbarinella agujulensis †
- Dunbarinella alpina †
- Dunbarinella americana †
- Dunbarinella approximata †
- Dunbarinella clara †
- Dunbarinella concisa †
- Dunbarinella curvata †
- Dunbarinella deminuens †
- Dunbarinella eoextenta †
- Dunbarinella ervinensis †
- Dunbarinella extenta †
- Dunbarinella fivensis †
- Dunbarinella glenensis †
- Dunbarinella huantensis †
- Dunbarinella hughesensis †
- Dunbarinella kauffmani †
- Dunbarinella mantaroenais †
- Dunbarinella minima †
- Dunbarinella panda †
- Dunbarinella progressiva †
- Dunbarinella pulchra †
- Dunbarinella qinlingensis †
- Dunbarinella rhomboides †
- Dunbarinella rothi †
- Dunbarinella wetherensis †
- Dunbarinella zhangi †

Otra especie considerada en Dunbarinella es:
- Dunbarinella taraensis †, de posición genérica incierta